# 关麟征旧居
关麟征旧居建于1920年，是中华民国时期国民革命军二级上将，曾任中华民国陆军总司令、原黄埔军校校长关麟征在天津的故居。位于当时的天津英租界的加的夫道（Cardiff Road）（今和平区长沙路95号），该建筑目前是一般保护等级历史风貌建筑和天津市文物保护单位,并作为天津五大道近代建筑群的重要组成部分，被中华人民共和国国务院批准为全国重点文物保护单位。目前作为和平区房屋安全鉴定中心驻地。

## 建筑

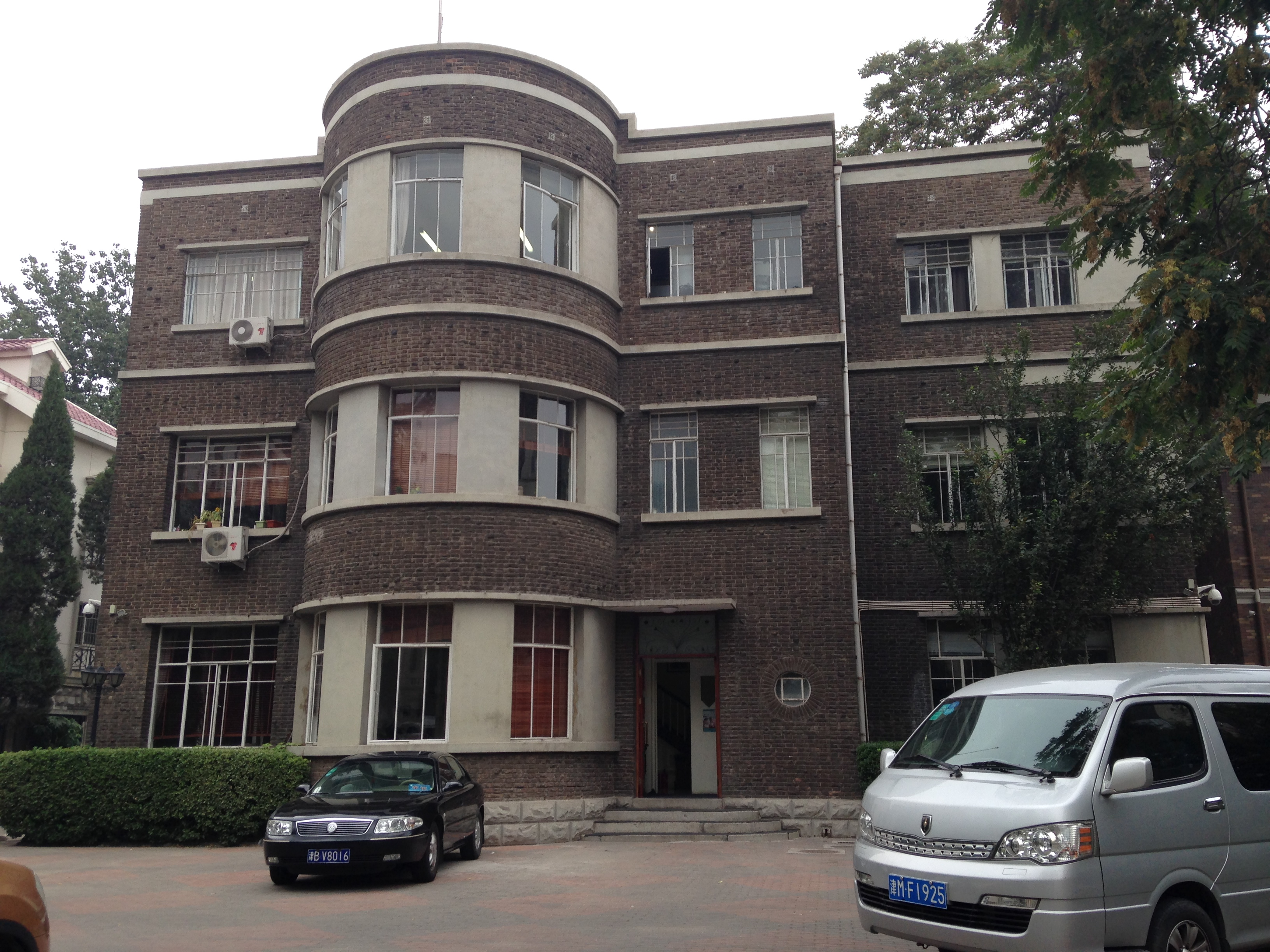

关麟征旧居东抵重庆道，南沿长沙路，西临成都道，北临湖南路。建筑面积为390平方米，为三层砖木结构楼房，外立面为缸砖清水墙，中部设有半圆形塔楼，院内设有草坪、花坛和鱼池，是一座具有英国风格的庭院式住宅楼。